# Sandy Denny
Sandy Denny född Alexandra Elene MacLean Denny 6 januari 1947 i Merton Park, London, England, död 21 april 1978, var en brittisk sångerska. Hon var sångerska i grupperna Strawbs, Fairport Convention och Fotheringay, och gjorde flera soloskivor. Hon är även med på Led Zeppelins fjärde album (spår 3) där hon sjunger en duett med Robert Plant.
Det finns en låt kallad "A tribute to Sandy Denny" som Philip Lynott sjungit.

## Diskografi i urval
Soloalbum
- 1967 – The Original Sandy Denny
- 1971 – The North Star Grassman and the Ravens
- 1972 – Sandy
- 1972 – Like an Old Fashioned Waltz
- 1977 – Rendezvous
- 1982 – Gold Dust--Live at the Royalty
- 1997 – The BBC Sessions 1971–1973
- 1998 – Gold Dust
- 2005 – Where The Time Goes - Sandy '67
- 2007 – Live at the BBC
- 2008 – The Best of the BBC Recordings
- 2012 – The Notes and the Words: A Collection of Demos and Rarities

Album med Fairport Convention
- 1969 – What We Did on Our Holidays
- 1969 – Unhalfbricking
- 1969 – Liege & Lief
- 1974 – Fairport Live Convention
- 1975 – Rising for the Moon
- 1987 – Heyday: the BBC Radio Sessions 1968–69

Album med Fotheringay
- 1970 – Fotheringay
- 2008 – Fotheringay 2

Album med Strawbs
- 1973 – All Our Own Work	Sandy Denny and the Strawbs (inspelad 1967)
- 1991 – Sandy Denny and the Strawbs (alternativ mix av All Our Own Work)
- 2010 – All Our Own Work - The Complete Sessions Remastered

Samlingsalbum (soloinspelningar / inspelningar med andra artister)
- 1985 – Who Knows Where the Time Goes? (boxed set)
- 1987 – The Best of Sandy Denny
- 1995 – The Attic Tracks 1972-1984	Mixed
- 2000 – No More Sad Refrains: The Anthology (2 CD set)
- 2002 – The Best of Sandy (20th Century Masters: The Millennium Collection)
- 2004 – The Collection
- 2004 – A Boxful of Treasures (5 CD set)
- 2008 – The Music Weaver: Sandy Denny Remembered (2 CD set)
- 2010 – Sandy Denny (19 CD set)

Övrigt
- 1967 – Alex Campbell and His Friends (med Alex Campbell)
- 1967 – Sandy and Johnny (med Johnny Silvo)
- 1972 – Rock On (med The Bunch)
- 2011 – 19 Rupert St (med Patsy och Alex Campbell)

Singlar/EP
- 1968 – "Meet On The Ledge" / "Throwaway Street Puzzle" (med Fairport Convention)
- 1969 – "Si Tu Dois Partir" / "Genesis Hall" (med Fairport Convention)
- 1970 – "Peace In The End" / "Winter Winds" (med Fotheringay)
- 1972 – "When Will I Be Loved?" / "Willie & the Hand Jive" (med The Bunch)
- 1972 – Man of Iron / Here in Silence (EP - Pass of Arms soundtrack)
- 1972 – "Listen, Listen" / "Tomorrow Is a Long Time" (solo)
- 1974 – "Whispering Grass" / "Until the Real Thing Comes Along" (solo)
- 1974 – "Like an Old Fashioned Waltz" / "Friends" (solo)
- 1975 – "White Dress" / "Tears" (med Fairport Convention)